# Лаврентьев, Пётр Денисович
Пётр Дени́сович Лавре́нтьев (1905—1979) — советский авиационный инженер, организатор производства. Главный инженер Уфимского моторостроительного завода. Герой Социалистического Труда (1945). Лауреат Сталинской премии второй степени (1952).

## Биография
Родился 11 января 1905 года в Таганроге (ныне Ростовская область) в рабочей семье. Жил в городе Горловка (ныне Донецкая область, Украина), где на шахте работал его отец.
В 1930 году окончил Харьковский технологический институт, авиационный факультет. Поступил работать инженером на завод № 26 в городе Рыбинске Ярославской области. Завода по существу не было, были мастерские, в которых собирались немецкие двигатели BMW.
С февраля по декабрь 1938 года добровольцем участвовал в национально-революционной войне в Испании. Как авиационный инженер обслуживал авиационные части. По возвращении в СССР вновь работал на заводе в Рыбинске. В 1939 году стал главным инженером завода, а в 1940 года — директором.
В октябре 1941 года крупнейший завод в стране по производству авиационных моторов из Рыбинска был эвакуирован в город Уфа (Башкирская АССР).
Лаврентьев назначен главным инженером. На этом посту всесторонне раскрылся талант инженера и организатора. На заводе уже в декабре 1941 г. было организовано крупное поточное производство авиамоторов моторов конструкции В. Я. Климова для боевых самолётов Як-3, Як-9, Пе-2. Многие организационные решения, предложенные главным инженером, позволили значительно повысить выпуск продукции на заводе.
В 1946 году после перевода директора завода В. П. Баландина в Москву назначен директором вместо него. В 1947 году его на этой должности сменил М. А. Ферин.
9 февраля 1947 года прошли выборы в Верховные Советы РСФСР и БАССР. Лаврентьева избрали Депутатом Верховного Совета БАССР второго созыва от Моторного округа № 14 г. Черниковск (сейчас в черте Уфы).
В 1978 году вышел на заслуженный отдых. Жил в Москве. Скончался 4 октября 1979 года. Урна с прахом захоронена в колумбарии на Ваганьковском кладбище.

## Преподавательская деятельность
- 1961—1969 — профессор Куйбышевского авиационного института, заведующий кафедрой организации производства;
- 1969—1977 — преподавал в МАИ.

## Награды и премии
- Указом Президиума ВС СССР от 16 сентября 1945 года «за выдающиеся заслуги в деле организации и производства самолётов, танков, моторов, вооружения и боеприпасов, а также за создание и освоение новых образцов боевой техники и обеспечение ими Красной Армии и Военно-Морского флота в голы Великой Отечественной войны» в группе выдающихся руководителей оборонной промышленности Лаврентьеву Петру Денисовичу присвоено звание Героя Социалистического Труда с вручением ордена Ленина и золотой медали «Серп и Молот».
- Сталинская премия второй степени (1952) — за работу в области машиностроения,
- четыре ордена Ленина (1939, 1945, 1945),
- два ордена Трудового Красного Знамени (1941),
- орден Красной Звезды (1941).